# 濱田英作
濱田 英作（はまだ えいさく、1956年 - ）は、日本の歴史学者、民俗学者、文化人類学者。専門は東洋史、東西交渉史、比較文化論、地域文化論。また、西域を扱った作品の関連から宮沢賢治も研究の対象としている。

## 来歴
東京都出身。東京都立新宿高等学校を経て、1981年に早稲田大学第一文学部東洋史学科を卒業した。大学在学中には1年間フランスに滞在している。
1987年から1989年まで、北京大学歴史学部に留学する。留学中に天安門事件を目撃した。
1991年に早稲田大学大学院文学研究科東洋史専攻博士課程を単位取得満期退学した。在籍中は長澤和俊の指導を受けた。 
1991年から静修短期大学短期大学部助教授となり、1993年に静修女子大学人文・社会学部に移る。
1997年に埼玉女子短期大学教授に就任した。2001年に国士舘大学アジア・日本研究センター教授に移る。翌年からは同大学の21世紀アジア学部教授となり、大学院グローバルアジア研究科グローバルアジア研究専攻教授も兼ねる。
他大学では講師・非常勤講師として、多摩大学経営情報学部（非常勤、グレゴリー・クラークが学長在任中に担当していた「比較文化論」を引き継ぐ）、早稲田大学法学部エクステンションセンター、明治大学政治経済学部で勤務した。

## 主な著書

### 単著
- 『中国漢代人物伝』成文堂〈成文堂選書〉、20002年

### 翻訳
- 甘粛人民出版社 編『シルクロードの伝説 説話でたどる二千年の旅』サイマル出版会、1994年
- アニタ・ガネリー『ヒンズー教』岩崎書店〈よくわかる世界の宗教 国際理解に役立つ〉、1999年
- キャサリン・チャンバーズ『シク教』岩崎書店〈よくわかる世界の宗教 国際理解に役立つ〉、1999年

## 外部サイト
- 濱田英作 - researchmap
- 濱田英作 - J-GLOBAL
- 濱田英作 - KAKEN 科学研究費助成事業データベース
- 研究者総覧 - 国士舘大学